# Aerobryidium laosiense
Aerobryidium laosiense là một loài Rêu trong họ Meteoriaceae. Loài này được (Broth. & Paris) S.H. Lin miêu tả khoa học đầu tiên năm 1988.